# Дизель Студіо
Дизель Студіо — український виробник телевізійних шоу, гумористичних телепрограм, серіалів і кінофільмів.

## Історія
У 2000 році Єгор Крутоголов разом з Євгеном Гашенком і Михайлом Шинкаренком створюють команду КВК «Дизель».
Команда «Дизель» виступала в декількох лігах КВН (5 місце в 1/8 Вищої ліги КВК сезону 2005, брала участь в сезоні 2004 року" Голосящий КіВіН", 4 місце в 1/8 Вищої ліги КВК 2003), брали участь в Євролізі в Білорусі.
У 2013 році Єгор Крутоголов, Євген Гашенко, Михайло Шинкаренко, та Олександр Бережок стали авторами та акторами першого власного проєкту — 20-серійного скетчкому «Подорожня країна» для телеканалу ICTV.
У 2015 році Єгор Крутоголов разом з Михайлом Шинкаренком, Олександром Бережком та Олексієм Бланаром створюють гумористичний проєкт «Дизель Шоу», прем'єра якого відбулася 24 квітня в Києві в Міжнародному Центрі культури і мистецтв (Жовтневий палац).
Вперше «Дизель Студіо» стала відомою після концерту" Дизель Шоу" 24 квітня 2015 року в Києві. Ініціаторами створення компанії стали екс-учасники команди КВК «Банда Дизель», що перебралися з Миколаєва до Києва: Єгор Крутоголов, Михайло Шинкаренко, Олександр Бережок і Євген Гашенко. Основний акторський склад: Єгор Крутоголов, Євген Сморигін, Марина Поплавська, Олександр Бережок, Євген Гашенко, Вікторія Булітко, Яна Глущенко.
Керівники компанії «Дизель Студіо»: Михайло Шинкаренко, Єгор Крутоголов, Олексій Бланар.

## Телепрезентації
- «Колійна Країна» (2013) (ICTV) — це перший фільм і взагалі перший проєкт Дизель Студіо (Банда-Дизель), псевдо документальний фільм про залізницю. Так само в 2014 році йшла мова про продовження, але на екранах воно не з'явилося.
- «Чоловічий клуб» (2014) (ICTV) — ще до Дизель Шоу 30 грудня 2014 р. був показаний новорічний вогник під назвою"Чоловічий клуб".
- «Дизель Шоу» (2015 — теперішній час) (ICTV) — головний проєкт виробництва"Дизель Студіо". Це концертне шоу, добірка скетчів, сценок, замальовок на тему сімейних відносин, любові, конфлікту поколінь, актуальних і соціально значущих подій в суспільстві, країні і в світі. Шоу має найвищу частку серед усіх продуктів телеканалу ICTV, є лідером п'ятничного прайм-тайму.
- «На Трьох!» (2015 — теперішній час) (ICTV, СТС Love) — власна розробка «Дизель Студіо», гумористичне скетч-шоу, що складається з комедійних життєвих історій. Традиційно в кадрі з'являються три головні герої-звідси і назва проєкту.
- «Дизель Ранок» (2015 — теперішній час) (ICTV) — власна розробка команди «Дизель Студіо», рубрика зі смішним поглядом на актуальні події в ефірі ранкового шоу «Ранок у Великому Місті».
- «Папаньки» (2018 — теперішній час) (ICTV, СТБ) — перший повномасштабний телевізійний комедійний серіал, власна розробка «Дизель Студіо». Зйомки серіалу стартували 1 червня 2017 року. Це весела історія про непрості взаємини батьків і дітей. Режисер картини Ірина Васильєва. Головні ролі виконують Єгор Крутоголов, Євген Сморигін, Євген Гашенко, Олексій Сморигін, Катерина Кузнєцова, Лілія Ребрик.
- «Медфак» — (2019) (Новий канал) Прем'єра відбулася 26 серпня на Новому каналі. Це молодіжний ситком про життя і навчання студентів-медиків.
- «Вижити за всяку ціну» (ICTV) (2019) Прем'єра відбулася 11 вересня (спочатку прем'єра була намічена на 26 серпня, потім на 30 серпня) на YouTube каналі Дизель Студіо і на телеканалі ICTV. Це новий ситком від «Дизель Студіо», у якому Олександр Бережок і Вікторія Булітко зіграють подружню пару. Квартиру в їхньому будинку куплять батьки-і так закрутиться сюжет про відносини, смішні ситуації і курйози між двома поколіннями. Саша буде намагатися «вижити» з квартири тещу, а Вікторія — просто вижити в цій сімейці. На даний момент знаходиться у виробництві.
- Дизель найт (СТБ) (2021) — це новий проєкт від «Дизель Студіо», який виходить щосуботи о 22:22 на телеканалі «СТБ». В цьому проекті ви побачите веселі пародії на відомих людей та серіали, запрошених гостів, веселих мініатюр, гарних порад та пісень. Це шоу зарядить вас позитивом та гарним настроєм на цілий тиждень.

З 2015 року компанія виробляє телевізійні проєкти для українського національного телеканалу ICTV — концертну програму «Дизель Шоу», програму «Дизель ранок», скетч-ком «На Трьох», комедійний серіал «Папаньки». У виробництві молодіжний ситком «Медфак» для Нового каналу.

## Нагороди
- 2016 — національна телевізійна премія «Телетріумф» у категорії «Краща гумористична програма».
- 2017 — тур «Дизель — Шоу» під назвою «Весна смішна» (15.03-26.03 2017 року) внесений до Національного Реєстру Рекордів України у номінації «Найбільша кількість концертів гумористичного колективу в рамках одного концертного туру»: 39 концертів у 27 містах України.
- 2017 — срібна кнопка YouTube — кількість передплатників каналу «Дизель Студіо», через перші 8 місяців, подолало позначку 100 тисяч.
- 2017 — бронза PromaxBDA Europe Awards. Телеканал ICTV став бронзовим призером престижного європейського конкурсу PromaxBDA Europe Awards 2017 в номінації Programme Promotion — за проморолик осіннього сезону концертів «Дизель Шоу», у якому актори «Дизель Студіо» постали в ролі грецьких богів.
- 2018 — учасники та проекти компанії «Дизель Студіо» «номіновані на премію» Телетріумф «у номінаціях» Краща ранкова денна інформаційно-розважальна програма "(«Дизель Ранок»), «Кращий ведучий гумористичної програми шоу» (Єгор Крутоголов), «Краща гумористична програма» («Дизель Шоу»).

## Акторський склад

### Засновники
- Крутоголов Єгор Григорович
- Михайло Шинкаренко
- Бережок Олександр Костянтинович
- Гашенко Євген Іванович

### Продюсери
- Михайло Шинкаренко
- Олексій Бланар

### Художній керівник
- Єгор Крутоголов

### Головні актори
- Олександр Бережок
- Вікторія Булітко
- Євген Гашенко
- Єгор Крутоголов
- Лев Крутоголов
- Юлія Мотрук
- Євген Сморигін
- Льоша Сморигін
- Дмитро Танкович

### Колишні учасники
- Віталій Гончаров — залишив шоу після перших двох випусків
- Ольга Арутюнян — заміняла Яну Глущенко, яка знаходилася в декреті.
- Яна Глущенко
- Марина Поплавська — загинула 20 жовтня 2018 року внаслідок ДТП, в яку потрапили сама акторка та її колеги.
- Олег Іваниця — вирішив залишити шоу після загибелі Марини Поплавської.
- Максим Неліпа — залишив шоу 2019 року. Загинув 12 травня 2025 року внаслідок бойових дій на боці Збройних Сил України, куди пішов у 2022 році добровольцем.
- Євген Нікішин — був звільнений після 24 лютого 2022 року
- Сергій Писаренко — був звільнений після 24 лютого 2022 року
- Марина Грицук — виїхала з Києва і більше не бере участь у шоу після 24 лютого 2022 року